# Indyjska Partia Ludowa
Bharatiya Janata Party (dewanagari भारतीय जनता पार्टी, pol. Indyjska Partia Ludowa, BJP) – jedna z dwóch największych partii politycznych w Indiach. Zajmuje pozycje prawicowe. Przedstawia siebie jako wspierającą wartości socjoreligijne dominującej w kraju większości hinduskiej, politykę konserwatywną (również w sprawach socjalnych) i stawia na zapewnienie bezpieczeństwa narodowego. Jej elektoratem jest głównie miejska i podmiejska klasa średnia, biznesmeni, handlowcy, ale także religijni konserwatyści. BJP ma oblicze raczej prawicowo-nacjonalistyczne, w jej skład wchodzą np. ugrupowania nacjonalistyczne nazywane Sangh Parivar („Rodzina Sangh”).
BJP to główny rywal INC, często wchodzi w koalicje z partiami stanowymi w celu przeciwdziałania centralizacyjnym tendencjom Kongresu. Ideologia BJP nazywana jest hindutwa, czyli kulturowy indyjski nacjonalizm.

## Historia

### Początki
BJP została założona w 1980 roku, ale jej korzenie sięgają utworzonego w 1925 roku Narodowego Stowarzyszenia Ochotników (RSS). W 1952 roku Syama Presad Mookerjee, lider nacjonalistycznych bengalskich Hindusów, założył w porozumieniu z RSS ugrupowanie o nazwie Bharatiya Jana Sangh (Indyjska Unia Ludowa). Partia przez 24 lata była jedną z wielu pozostających w cieniu INC, zajmując w najlepszym wypadku 2. lub 3. miejsce.
Podczas stanu wyjątkowego w 1975 roku, partia przyłączyła się do innych ugrupowań w proteście przeciwko I. Gandhi, a jeden z jej liderów, Atal Bihari Vajpayee, trafił do więzienia. W wyborach 1977 roku, BJS zainwestowała swój cały polityczny i organizacyjny potencjał w celu utworzenia jednej, zunifikowanej partii opozycyjnej. W końcu powstało ugrupowanie złożone zarówno z socjalistów, jak i regionalistów, a także byłych członków INC – Janata Party (Partia Ludowa).

### Pierwszy rząd
Janata Party zwyciężyła w wyborach 1977 roku, a jej lider Morarji Desai, został premierem. Vajpayee objął stanowisko ministra spraw zagranicznych. Janata Party rządziła 2 lata. Po powrocie do władzy I. Gandhi, Janata rozpadła się, BJS rozpoczęła więc ponowną działalność jako samodzielne ugrupowanie.
Indyjska Partia Ludowa (BJP) powstała w grudniu 1980 r., stając się kontynuatorką działalności Janaty. Jej dwoma głównym przywódcami byli Vajpayee i Lal Krishna Advani. W 1984 roku, zaraz po zabójstwie Indiry Gandhi, BJP uzyskała tylko 2 miejsca na 543 ogółu. W 1989 już 88 i wspierała koalicję rządową, ale do rządu nie weszła. W 1991 roku BJP stała się najsilniejszą partią opozycyjną, a w 1996 najsilniejszym ugrupowaniem w ogóle, podczas gdy Indyjski Kongres Narodowy miał najsłabszą pozycję w swojej historii. Vajpayee został nominowany na premiera, ale nie był w stanie sformować rządu i po 13 dniach musiał zrezygnować z tej misji.

### Drugi rząd
W wyborach 1998 roku, BJP znów zwyciężyło, tym razem stojąc na czele Sojuszu Narodowo-Demokratycznego. Vajpayee ponownie został premierem, ale koalicja wytrzymała tylko rok – zarządzono nowe wybory parlamentarne.

### Trzeci rząd
W 1999 roku, BJP poprowadziła Narodowy Sojusz Demokratyczny do ponownego zwycięstwa, zdobywając 183 miejsca na 303 ogółem dla Sojuszu. Tym razem rząd przetrwał pełne 5 lat. Główne działania trzeciego rządu Vajpayee:
- 5 prób nuklearnych w 1998 roku, Indie uzyskują broń atomową,
- odzyskanie terenów od Pakistanu w czasie konfliktu Kargil,
- ustawa o ochronie przed terroryzmem z 2002 roku, zwiększająca uprawnienia policji i sił specjalnych,
- prywatyzacja przedsiębiorstw państwowych, liberalizacja handlu, obniżanie podatków dla klasy średniej i przedsiębiorców, budowa dróg,
- 2004 rok – podpisanie Porozumienia o Wolnym Handlu w Południowej Azji (SAFTA).

Popularność BJP spadła nieco na skutek zamieszek w 2002 roku w stanie Gudźarat, w których zginęło 2 tys. osób. Miały one charakter antymuzułmański. Pomimo tego przewidywano zwycięstwo BJP w wyborach, bazując na popularności Vajpayee, dobrej sytuacji gospodarczej i rozpoczęciu procesu pokojowego z Pakistanem. W efekcie zlekceważono nieco kampanię wyborczą i Sojusz Narodowo-Demokratyczny przegrał w wyborach ze Zjednoczonym Sojuszem Progresywnym. Lal Krishna Advani został nowym liderem partii, a Vajpayee stał się tylko prezesem honorowym.
W 2005 roku jednak Advani odwiedził Pakistan, chcąc ukazać, że potrafi być politykiem pokojowo nastawionym. Wywołało to burzę protestów nacjonalistycznie nastawionej części partii, w efekcie czego został wezwany do rezygnacji.

### Czwarty rząd
Partia ponownie poprowadziła koalicję NDA do zwycięstwa w wyborach parlamentarnych w 2014, sama BJP zdobyła 282 mandaty (koalicja 334) w 543 osobowym Lok Sabha. Powtórzyła sukces w 2019.

## Program
Główne postulaty BJP:
- zniesienie art. 370 konstytucji, nadającej muzułmańskiej większości zamieszkującej stan Dżammu i Kaszmir szereg przywilejów;
- utworzenie jednego, zunifikowanego kodeksu prawa cywilnego, zarówno dla hindusów, jak i muzułmanów i chrześcijan, w celu zlikwidowania rzekomego uprzywilejowania dwóch ostatnich grup;
- wprowadzenie zakazu zabijania krów – dla uhonorowania hinduskiej tradycji;
- wprowadzenie zakazu religijnej konwersji, w celu uchronienia hindusów przed chrześcijańskim i muzułmańskim prozelityzmem[5];
- odzyskanie całości stanu Dżammu i Kaszmir (część pod panowaniem pakistańskim).

## Przewodniczący
- Atal Bihari Vajpayee – 1980–1986
- Lal Krishna Advani – 1986–1990
- Murli Manohar Joshi – 1990–1992
- Lal Krishna Advani – 1992–1998
- Kushabhau Thakre – 1998–2000
- Bangaru Laxman – 2000–2001
- Late Shri K. Jana Krishnamurthy – 2001–2002
- M. Venkaiah Naidu – 2002–2004
- Lal Krishna Advani – 2004–2005
- Rajnath Singh – 2005–2009
- Nitin Gadkari – 2009–2013
- Rajnath Singh (ponownie) – 2013–2014
- Amit Shah – 2014–2020
- Jagat Prakash Nadda – od 2020

## Poparcie

### Wyniki w wyborach do Izby Ludowej
| Rok  | % głosów | Mandaty |
| ---- | -------- | ------- |
| 1984 | 7,74     | 2/514   |
| 1989 | 11,36    | 85/545  |
| 1991 | 20,11    | 120/545 |
| 1996 | 20,29    | 161/545 |
| 1998 | 25,58    | 182/545 |
| 1999 | 23,75    | 182/545 |
| 2004 | 22,16    | 138/543 |
| 2009 | 18,8     | 116/543 |
| 2014 | 31       | 282/545 |
| 2019 | 37,46    | 303/545 |